# Dirección de Educación Pública
La Dirección de Educación Pública (DEP) es un servicio público chileno centralizado, dependiente del Ministerio de Educación, al cual le corresponde la conducción y la coordinación del Sistema de Educación Pública, velando para que los Servicios Locales provean una educación de calidad en todo el territorio nacional.

## Antecedentes
En 1920 se publicó la Ley de Instrucción Primaria Obligatoria, cuyo artículo 18 establecía que «La educacion primaria estará a cargo del Ministerio de Instruccion Pública» [sic]. Así, por alrededor de sesenta años la educación pública primaria y secundaria estuvo administrada por el Estado mediante el Ministerio de Educación. A partir de 1979, con la publicación del Decreto Ley N.° 3.063, se inicia un proceso de municipalización de la enseñanza, donde el órgano que actúa como sostenedor del establecimiento educacionale es una Dirección de Educación Municipal (DEM) o un Departamento de Administración de Educación Municipal (DAEM). Luego del retorno a la democracia se manifestaron críticas de agrupaciones tanto de docentes como de estudiantes, siendo considerados estos últimos los principales impulsores de la desmunicipalización de la educación pública, sobre todo luego de las movilizaciones de 2006 y 2011, lo que motivó que Michelle Bachelet presentara en la campaña presidencial de 2013 un programa de gobierno que incluía la reforma a la educación y el fin de la era municipal en la administración de la educación pública. Una vez que asumió su segundo mandato, la presidenta presentó en 2015 el proyecto de ley que culminó el 24 de noviembre de 2017 con la publicación de la Ley N° 21.040, que «Crea el Sistema de Educación Pública», y que dispuso un proceso gradual de desmunicipalización, traspasando, entre los años 2018 y 2025, la administración de la educación preescolar, primaria y secundaria a 70 Servicios Locales de Educación Pública (SLEP), órganos públicos funcional y territorialmente descentralizados, con personalidad jurídica y patrimonio propios. En septiembre de 2022 se habían implementados 15 de estos 70 Servicios Locales.

## Funciones
La Dirección de Educación Pública posee las siguientes funciones y atribuciones:
- Proponer al Ministerio de Educación la Estrategia Nacional de Educación Pública a la que deben ajustarse los integrantes del Sistema y velar por su cumplimiento.
- Elaborar y proponer al Ministro de Educación los convenios de gestión educacional y realizar su seguimiento, evaluación y revisión.
- Proponer al Ministro de Educación el perfil profesional que deben cumplir los candidatos al cargo de Director Ejecutivo de los Servicios Locales.
- Prestar asistencia técnica a la gestión administrativa de los Servicios Locales.
- Asignar recursos a los Servicios Locales, de acuerdo a lo establecido en la Ley de Presupuestos del Sector Público.
- Hacer recomendaciones respecto del Plan Anual.
- Orientar a los Servicios Locales para el desarrollo de la oferta de educación pública a lo largo de todo el territorio nacional.
- Coordinar a los Servicios Locales, promoviendo su trabajo colaborativo y en red.
- Proponer a los Servicios Locales planes de innovación, en concordancia con las políticas del Ministerio de Educación.
- Proponer al Ministerio de Educación políticas, planes y programas relativos a la educación pública.
- Llevar un registro de los planes estratégicos de los Servicios Locales.
- Supervisar y velar por el cumplimiento de los convenios de los establecimientos de educación técnico-profesional, adscritos al régimen de administración delegada.
- Coordinar la relación entre los Servicios Locales y el Ministerio de Educación, así como con otros órganos de la Administración del Estado.
- Promover el mejoramiento de la calidad de la educación impartida por los establecimientos educacionales dependientes de los Servicios Locales, que atiendan a personas que se encuentren bajo cualquier régimen de privación de libertad o programa de reinserción social.
- Requerir de los Servicios Locales y establecimientos de su dependencia toda la información que sea necesaria para el cumplimiento de sus funciones y atribuciones.
- Requerir información a la Agencia de Calidad de la Educación y a la Superintendencia de Educación y coordinarse con ellas en los ámbitos de sus respectivas competencias, respecto de los Servicios Locales y los establecimientos de su dependencia.
- Definir políticas de operación y funcionamiento de los sistemas de seguimiento, administración, información y monitoreo de los Servicios Locales, con el objeto de asegurar el uso de medios digitales.
- Realizar o encargar estudios, diagnósticos y evaluaciones de la situación educativa de cada Servicio Local y sus establecimientos.
- Celebrar convenios o acuerdos con organismos públicos o privados para abordar asuntos de interés común.
- Rendir cuenta pública anual sobre el estado y proyecciones del Sistema de Educación Pública.
- Ejercer las demás funciones y atribuciones que le asignen las leyes.

## Organización institucional

### Dirección
La ley establece que la dirección y administración de la institución está a cargo del Director de Educación Pública, quien es designado por el presidente de la República mediante el Sistema de Alta Dirección Pública. El Director es el jefe superior del servicio, tiene la facultad de proponer al Ministerio de Educación la remoción de los Directores Ejecutivos de los Servicios Locales y representa extrajudicialmente al fisco en la ejecución de los actos y celebración de los contratos necesarios para el cumplimiento de sus fines.

### Directores
- Rodrigo Egaña Baraona (2017-2019)[7]
- María Alejandra Grebe Noguera (2019-2022)[8]
- Alexis Moreira Arenas (subrogante 2022-2022)[9]
- Jaime Veas Sánchez (2022-2023)[10]
- Rodrigo Egaña Baraona (subrogante 2023-2024)[11]
- Rodrigo Egaña Baraona (2024-actualidad)[12]

### Estructura interna
La planta institucional regular se encuentra integrada, además de su director, por 10 directivos y jefaturas, 53 profesionales, 16 técnicos y 23 administrativos y auxiliares, totalizando 102 funcionarios.
La estructura interna de la Dirección de Educación Pública es la siguiente:
Subdirecciones
- Subdirección de Desarrollo Estratégico
- Subdirección de Gestión Interna

Divisiones
- División de Desarrollo Educativo
- División de Implementación de los SLEP
- División de Gestión y Presupuesto de los SLEP
- División de Finanzas y Presupuesto

Departamentos
- Depto. de Infraestructura y Equipamiento Educacional
- Depto. de Asesoría Jurídica

Subdepartamentos
- Subdepto. Comunicaciones
- Subdepto. Auditoría

Bajo Subdirección de Desarrollo Estratégico:
- Subdepto. de Monitoreo, Estudios y Datos
- Subdepto. de Género, Inclusión y Participación
- Subdepto. de Gestión de Procesos e Innovación Institucional

Bajo Subdirección de Gestión Interna:
- Subdepto. de Planificación y Control
- Subdepto. Gestión y Desarrollo de Personas
- Subdepto. de Tecnologías de la Información
- Subdepto. de Administración Institucional
- Subdepto. de Finanzas Institucionales

Bajo Depto. Infraestructura y Equipamiento Educacional:
- Subdepto. Planificación y Coordinación

Bajo División de Desarrollo Educativo:
- Subdepto. de Instalación y Gestión Educativa
- Subdepto. Programas Educativos y Desarrollo Profesional
- Subdepto. de Mejora de Aprendizajes e Innovación Educativa

Bajo División de Implementación de los SLEP:
- Subdepto. Gestión Territorial
- Subdepto. Planificación e Instalación de los SLEP
- Subdepto. Normativa y Traspaso

Bajo División de Gestión y Presupuesto de los SLEP:
- Subdepto. Apoyo a la Gestión Financiera
- Subdepto. Gestión Presupuestaria
- Subdepto. De GDP de los SLEP
- Subdepto. De Gestión de Operaciones